# Dragon (foguete)
O Dragon, foi um foguete de sondagem, desenvolvido pela França, no final da década de 50, O Dragon, usava no primeiro estágio, um motor Stromboli de 56 cm de diâmetro com 675 kg de combustível gerando 88 kN de empuxo por cerca de 16 segundos, e um Belier no segundo. Seu primeiro voo ocorreu em 1962
O Dragon, fez parte de uma família de foguetes de combustível sólido que incluía: o Belier, o Centaure, o Dauphin e o Eridan. Com cargas úteis entre 30 e 120 kg, ele era capaz de atingir altitudes de 700 ou 390 km respectivamente, 37 voos desse modelo foram registrados até 1972.